# Core Design
Core Design Limited foi uma empresa britânica desenvolvedora de jogos eletrônicos, mais conhecida pela criação da série Tomb Raider. A empresa era baseada na cidade de Derby, Inglaterra, criada em 1988 por Chris Shrigley, Andy Green, Rob Toone, Terry Lloyd, Simon Phipps, Dave Pridmore, Jeremy Heath-Smith e Greg Holmes.